# Shobhaa De
Shobha Rajadhyaksha, mais conhecida como Shobhaa De (Satara, 7 de janeiro de 1948), é uma escritora e colunista indiana. É conhecida por sua representação do sexo e da sociedade em suas obras, pelas quais é conhecida como a “Jackie Collins da Índia”.

## Carreira
Depois de fazer seu nome como modelo, começou a carreira no jornalismo em 1970, durante a qual fundou e editou três revistas: Stardust, Society e Celebrity. A revista Stardust, publicada pela Magna Publishing Co. Ltd. de Mumbai, foi fundada por Nari Hira em 1971 e se tornou popular sob a direção editorial de Shobhaa De. Na década de 1980, contribuiu para a seção da revista dominical The Times of India. Em suas colunas, costumava explorar a vida social no estilo de vida das celebridades de Mumbai. Atualmente, é redatora freelance e colunista de vários jornais e revistas.
De participou de vários festivais literários, incluindo o Melbourne Writers Festival. Participa regularmente do Festival de Literatura de Bangalore, desde sua primeira edição, e é embaixadora da marca no Festival de Literatura de Dehradun.